# Lobophyllia radians
Lobophyllia radians is een rifkoralensoort uit de familie Lobophylliidae. De wetenschappelijke naam van de soort is, als Symphyllia radians, voor het eerst geldig gepubliceerd in 1849 door Henri Milne-Edwards en Jules Haime.